# Abdulhuseyn Babayev
 (février 2023).
Pour les articles homonymes, voir Babayev.
Abdulhuseyn Babayev (en azéri : Əbdülhüseyn Mikayıl oğlu Babayev; né en 1877 à Bakou et mort en 1961 à Bakou ) est un menuisier azerbaïdjanais, maître du vitrail, Ouvrier d'art honoré de la RSS d'Azerbaïdjan (1957).

## Biographie
Après avoir quitté le mollakhana où il étudie, il travaille comme apprenti maître pendant 10 ans sous la direction du père Karbalayi Mikayil, et apprend à fabriquer des portes et des fenêtres. Plus tard, pendant près de dix ans, il travaille pour la compagnie maritime Caucasus and Mercury, où il noue des centaines de roues de navires.

## Créations
Des vitrail complexes appelés Djafari , Khab-bidar, Huit Tours, Seize Tours occupaient une place importante dans l'œuvre d'Abdulhusein Babayev. Il prépare des compositions de vitrail pour le pavillon de la RSS d'Azerbaïdjan au Musée de la littérature d'Azerbaïdjan, au Musée de l'histoire d'Azerbaïdjan et à l'Exposition des réalisations de l'économie nationale (VDNKh) (Moscou, 1939). Maître Abdulhuseyn dessine des ornements de vitrail de mémoire, et il fait divers motifs dans les cloisons, les portes et fenêtres, ainsi que les décors de meubles appliqués, comprenaient souvent divers éléments d'ornement dans la même composition de vitrail.
Abdulhuseyn Babayev dirige l'atelier de vitrail à l'École d'art d'État d'Azerbaïdjan pendant plusieurs années. Parmi ses élèves, Aghasaf  Djafarov, Mirzaaga Gafarov, Amil Salamov étudie cet art et créé diverses compositions en vitrail.
En 1961, le Peintre du peuple de l'URSS Mikayil Abdullayev achève le portrait du maître Abdulhuseyn Babayev, et cette œuvre est exposée dans divers pays et conservée dans la Galerie Tretiakov.

## Décorations
- Médaille Pour la défense du Caucase en 1941-1945
- Ordre de la RSS d'Azerbaïdjan (5 janvier 1957)pour ses services dans le domaine de l'art populaire
- Titre honorifique  du Peintre honoré de la RSS d'Azerbaïdjan [4]